# Organización territorial de Rumania
La organización territorial de Rumania está conformada administrativamente por 41 distritos (judete) o condados más un municipio independiente (Bucarest).

## Distritos
Los distritos o condados, en orden alfabético, son los siguientes:
- Alba (Fehér)
- Arad (Arad)
- Argeș
- Bacău (Bákó)
- Bihor
- Bistrița-Năsăud
- Botoșani
- Brașov
- Brăila
- Buzău
- Caraș-Severin
- Călărași
- Cluj
- Constanța
- Covasna
- Dâmbovița
- Dolj
- Galați
- Giurgiu
- Gorj
- Harghita
- Hunedoara
- Ialomița
- Iași
- Ilfov
- Maramureș
- Mehedinți
- Mureș
- Neamț
- Olt
- Prahova
- Satu Mare
- Sălaj
- Sibiu
- Suceava
- Teleorman
- Timiș
- Tulcea
- Vaslui
- Vâlcea
- Vrancea

## Divisiones de segundo nivel
Los distritos se dividen en dos tipos de unidades de gobierno local: comunas en las áreas rurales y ciudades en las zonas urbanas. Las ciudades se clasifican en dos subtipos: oraș (ciudad de tamaño medio) y municipiu (ciudad grande). Estos tres tipos de unidades de gobierno local están en el mismo nivel de subdivisión, pero la adquisición de un grado urbano da más competencias administrativas.